# Atrax sutherlandi
Atrax sutherlandi is een spinnensoort uit de familie Atracidae. De soort komt voor in Australië.